# Elmegyek, elmegyek, el is van vágyásom
Az Elmegyek, elmegyek, el is van vágyásom kezdetű magyar népdalt Kodály Zoltán gyűjtötte a Gömör és Kis-Hont vármegyei Zabarban 1906-ban. A Mátrai képekben felcserélte a gyűjtött népdal első két sorát. A dal így vált ismertté.
Feldolgozás:
| Szerző          | Mire                       | Mű                                  | Előadás           |
| --------------- | -------------------------- | ----------------------------------- | ----------------- |
| Kodály Zoltán   | vegyeskar                  | Mátrai képek, 3. dal                | [ 3 ] [ 4 ] [ 5 ] |
| Máriássy István | zongora vagy ének és gitár | Elindultam szép hazámból, 44. kotta |                   |

## Kotta és dallam
| Elmegyek, elmegyek, el is van vágyásom. Ebbe´ rongyos kis tanyába´ nincsen maradásom. | Ha elmész, ha elmész, csak hozzám igaz légy. Igaz szereteted, babám hamisra ne fordítsd! | Ha jóra fordítod, áldjon meg az Isten. Ha rosszra fordítod, babám, verjen meg az Isten. |

## Felvételek
- Elmegyek, elmegyek, el is van vágyásom. Cimbalom.nl (Hozzáférés: 2016. április 2.) (audió) arch
- Elmegyek, elmegyek, el is van vágyásom. YouTube (Hozzáférés: 2016. április 2.) (audió)

## Kapcsolódó lapok
- Mátrai képek